# Кубок Австрії з футболу 1973—1974
Кубок Австрії з футболу 1973–1974 — 40-й розіграш кубкового футбольного турніру в Австрії. Титул здобула Аустрія-ВАК (Відень).

## Календар
| Раунд        | Дата                               | Матчі | Клуби   |
| ------------ | ---------------------------------- | ----- | ------- |
| Перший раунд | 4-5 серпня 1973                    | 13    | 45 → 32 |
| 1/16 фіналу  | 11 серпня - 2 вересня 1973         | 16    | 32 → 16 |
| 1/8 фіналу   | 24 листопада 1973 - 27 лютого 1974 | 8     | 16 → 8  |
| 1/4 фіналу   | 6 березня/3 квітня 1974            | 8     | 8 → 4   |
| 1/2 фіналу   | 17 квітня/22 травня 1974           | 4     | 4 → 2   |
| Фінал        | 29 травня/12 червня 1974           | 2     | 2 → 1   |

## Перший раунд
| Команда 1            | Рахунок      | Команда 2                 |
| -------------------- | ------------ | ------------------------- |
| 4 серпня 1973        |              |                           |
| ШВ Дорнбірнер (2)    | 0:3          | Бішофсгофен (2)           |
| Куфштайн (2)         | 3:1 дч       | Галлайнер (2)             |
| Белерверк (3)        | 0:2          | Капфенберг (2)            |
| Розенталь (4)        | 3:1          | Санкт-Магдалена (2)       |
| Дойчландсбергер (3)  | 2:2 пен. 2:4 | Штурм                     |
| Генндорф (2)         | 2:3 дч       | Блау-Вайсс Фельдкірх (2)  |
| Електра (Відень) (3) | 2:1          | Адміра-Вінер-Нойштадт (2) |
| ШКА Санкт-Файт (4)   | 2:1 дч       | Гріскірхен (2)            |
| 5 серпня 1973        |              |                           |
| Ландштрассен (3)     | 1:1 пен. 2:3 | Тульн (2)                 |
| ФК Дорнбірн (2)      | 1:0          | Зальцбургер 1914 (2)      |
| Брегенц/Блуденц (2)  | 3:0          | Аустрія (Інсбрук) (2)     |
| Маттерсбург (4)      | 0:3          | Гайд Штоккерау (2)        |
| Кіттзее (3)          | 2:4          | Вінер-Нойштадт (2)        |

## 1/16 фіналу
| Команда 1                | Рахунок      | Команда 2            |
| ------------------------ | ------------ | -------------------- |
| 11 серпня 1973           |              |                      |
| Гайд Штоккерау (2)       | 2:2 пен. 2:3 | ЛАСК Лінц            |
| 12 серпня 1973           |              |                      |
| ФК Дорнбірн (2)          | 0:0 пен. 5:4 | Зіммерингер          |
| Блау-Вайсс Фельдкірх (2) | 0:3          | Адміра/Ваккер        |
| Еггендорф (2)            | 0:4          | Айзенштадт           |
| 15 серпня 1973           |              |                      |
| Санкт-Валентін (3)       | 0:2          | Донавіц (Леобен)     |
| Розенталь (4)            | 0:2          | Радентгайн/Філлахер  |
| Вінер-Нойштадт (2)       | 2:1          | Грацер               |
| ШКА Санкт-Файт (4)       | 1:0          | Форарлберг           |
| Куфштайн (2)             | 0:1          | Аустрія-ВАК (Відень) |
| Капфенберг (2)           | 1:2          | Вінер Шпорт-Клуб     |
| Електра (Відень) (3)     | 2:1          | Ферст Вієнна         |
| Брегенц/Блуденц (2)      | 2:3 дч       | Аустрія (Зальцбург)  |
| Карпун (2)               | 1:9          | Аустрія (Клагенфурт) |
| ФОЕСТ (Лінц)             | 3:0          | Штурм                |
| Тульн (2)                | 0:1 дч       | Ваккер (Інсбрук)     |
| 2 вересня 1973           |              |                      |
| Бішофсгофен (2)          | 0:2          | Рапід (Відень)       |

## 1/8 фіналу
| Команда 1            | Рахунок      | Команда 2           |
| -------------------- | ------------ | ------------------- |
| 24 листопада 1973    |              |                     |
| Аустрія (Зальцбург)  | 2:1          | Айзенштадт          |
| Вінер-Нойштадт (2)   | 1:1 пен. 4:2 | Радентгайн/Філлахер |
| Аустрія (Клагенфурт) | 1:2 дч       | ФК Дорнбірн (2)     |
| 2 грудня 1973        |              |                     |
| Донавіц (Леобен)     | 2:2 пен. 7:6 | ФОЕСТ (Лінц)        |
| 4 грудня 1973        |              |                     |
| Ваккер (Інсбрук)     | 2:1          | ЛАСК Лінц           |
| 16 лютого 1974       |              |                     |
| Аустрія-ВАК (Відень) | 3:0          | ШКА Санкт-Файт (4)  |
| 23 лютого 1974       |              |                     |
| Електра (Відень) (3) | 1:2          | Рапід (Відень)      |
| 27 лютого 1974       |              |                     |
| Вінер Шпорт-Клуб     | 1:3          | Адміра/Ваккер       |

## 1/4 фіналу
| Команда 1               | Заг. | Команда 2            | 1-й матч | 2-й матч |
| ----------------------- | ---- | -------------------- | -------- | -------- |
| 6 березня/3 квітня 1974 |      |                      |          |          |
| Вінер-Нойштадт (2)      | 1:6  | Ваккер (Інсбрук)     | 1:2      | 0:4      |
| Адміра/Ваккер           | 1:5  | Аустрія-ВАК (Відень) | 1:2      | 0:3      |
| Рапід (Відень)          | 8:0  | ФК Дорнбірн (2)      | 3:0      | 5:0      |
| Аустрія (Зальцбург)     | 3:1  | Донавіц (Леобен)     | 0:0      | 3:1      |

## 1/2 фіналу
| Команда 1                | Заг. | Команда 2            | 1-й матч | 2-й матч |
| ------------------------ | ---- | -------------------- | -------- | -------- |
| 17 квітня/22 травня 1974 |      |                      |          |          |
| Ваккер (Інсбрук)         | 2:3  | Аустрія (Зальцбург)  | 1:2      | 1:1      |
| Рапід (Відень)           | 3:10 | Аустрія-ВАК (Відень) | 2:6      | 1:4      |

## Фінал
| Команда 1                | Заг. | Команда 2           | 1-й матч | 2-й матч |
| ------------------------ | ---- | ------------------- | -------- | -------- |
| 29 травня/12 червня 1974 |      |                     |          |          |
| Аустрія-ВАК (Відень)     | 3:2  | Аустрія (Зальцбург) | 2:1      | 1:1      |

### Перший матч
| 29 травня 1974 |

| Аустрія-ВАК (Відень)   | 2:1      | Аустрія (Зальцбург) |
| ---------------------- | -------- | ------------------- |
| Фіала 74' Прогазка 85' | Протокол | Бахер 11'           |

| Пратерштадіон, Відень Глядачів: 11 000 Арбітр: Пауль Драбек |

### Повторний матч
| 12 червня 1974 |

| Аустрія (Зальцбург) | 1:1      | Аустрія-ВАК (Відень) |
| ------------------- | -------- | -------------------- |
| Хала 58'            | Протокол | Прогазка 84'         |

| Леен, Зальцбург Глядачів: 17 000 Арбітр: Адольф Матіас |